# Dommartin, Rhône
Dommartin là một xã thuộc tỉnh Rhône trong vùng Auvergne-Rhône-Alpes phía đông nước Pháp. Xã này nằm ở khu vực có độ cao trung bình 291 mét trên mực nước biển.